# Chef Boyardee
Hector Boiardi dit Chef Boyardee, né le 22 octobre 1897 à Plaisance, en Émilie-Romagne et mort le 21 juin 1985 à Parma dans l'Ohio, est un chef cuisinier, restaurateur et entrepreneur italien, célèbre aux États-Unis pour avoir donné son nom et son image à la marque de produits en conserve Chef Boyardee (en).

## Biographie
Né Ettore Boiardi à Plaisance en Italie, il émigre avec sa famille aux États-Unis, et ouvre en 1924 le restaurant Il Giardino d'Italia à Cleveland dans l'Ohio, où ses talents de cuisinier lui apportent la notoriété,. Les clients lui demandant régulièrement de leur vendre sa sauce à spaghetti, il décide en 1928 de créer, avec ses frères Mario et Paul, sa propre usine pour fabriquer sa sauce et la vendre en pot,. Ainsi naît la marque « Chef Boy-Ar-Dee » : l'orthographe du nom « Boiardi » est changée pour en faciliter la prononciation aux Américains,.
Dans les années 1950 et 1960, « Chef Boyardee » apparaît lui-même dans des publicités à la télévision pour faire la promotion de ses produits en conserve : son visage devient ainsi familier auprès des téléspectateurs américains,.
Il prend sa retraite en 1978 et meurt en 1985,.
Aujourd'hui encore, il est possible de trouver ses meilleures recettes puisqu'elles sont commercialisées en boîte dans les épiceries à des prix très modérés[non neutre]. Hector Boiardi légua donc un héritage culinaire fort important aux générations qui le suivirent.
Il est mentionné dans une scène du film d'animation Pixar Ratatouille (2007).